# 萨尔费尔德战役
萨尔费尔德战役（英语：Battle of Saalfeld）发生在1806年10月10日。此役中，兵力达到12,800人的法国军队在让·拉纳元帅的指挥下击败了路易·斐迪南亲王麾下约8,300人的普鲁士-萨克森军队。战斗发生在欧内斯廷公国的萨克森-科堡-萨尔费尔德，今属德国图林根，这一场战役是第四次反法同盟中普鲁士军队和法国军队的第二次交锋。

## 背景

### 法军的行动

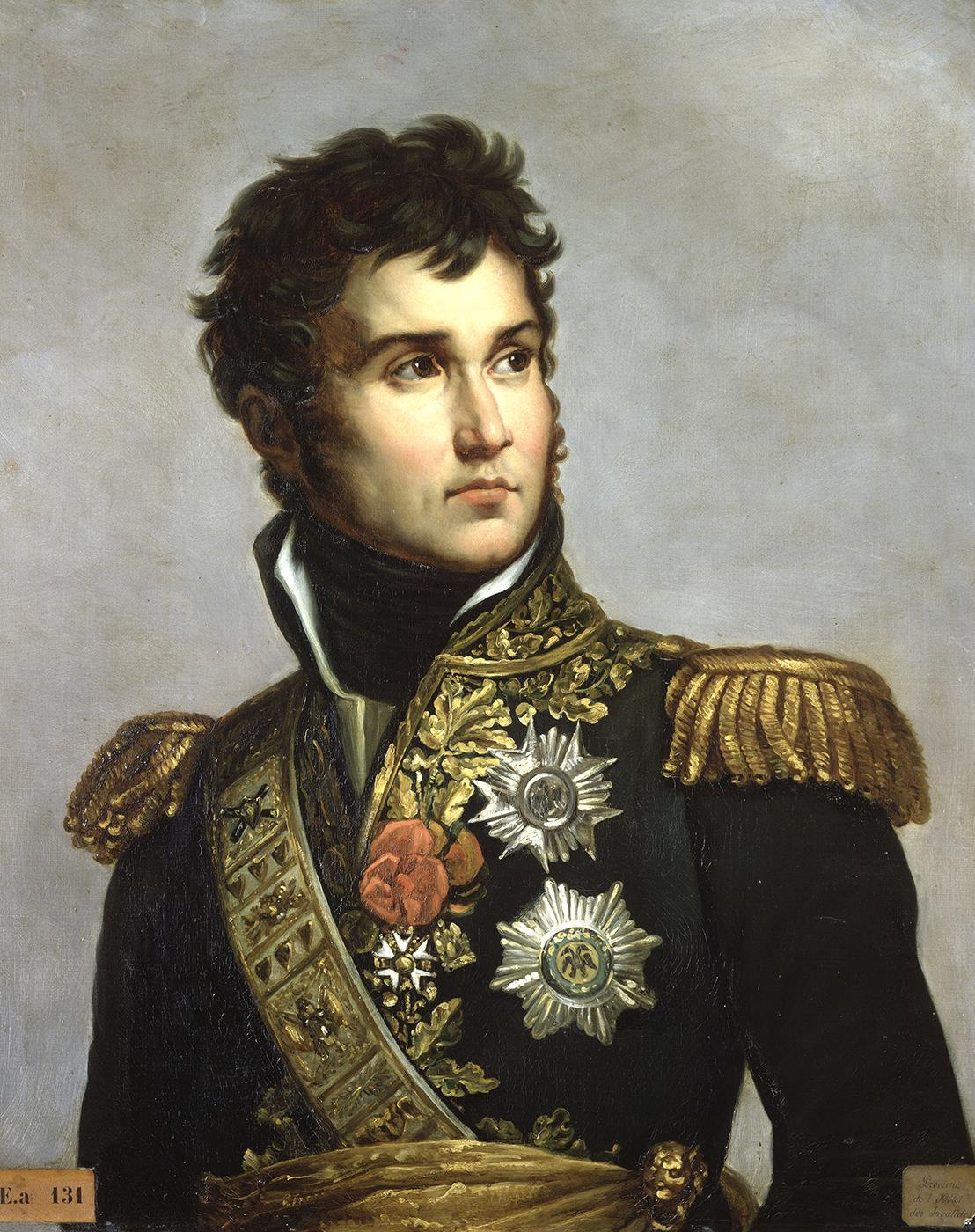
让·拉纳元帅

第四次反法同盟战役爆发后，法皇拿破仑将大军团分成三个纵队，穿越图林根森林，攻击普鲁士-萨克森联军。最西端的纵队由让·拉纳元帅指挥的第5军领导，皮埃尔·奥热罗的第7军紧随其后。两人在此前已接到命令，从科堡通过格雷芬塔尔在10月11日之前到达萨尔费尔德。第5军于10月8日出发，次日晚间，法军轻骑兵在前往萨尔费尔德的路上抵达格拉芬塔尔。10月10日凌晨5点，让·拉纳与路易·加布里埃尔·絮歇的部队以及安·弗朗索瓦·查尔斯·特里亚德指挥的第5军轻骑兵旅开始朝萨尔费尔德前进。与此同时，法军意识到前方有一支普鲁士-萨克森军队。

### 普鲁士-萨克森联军的行动

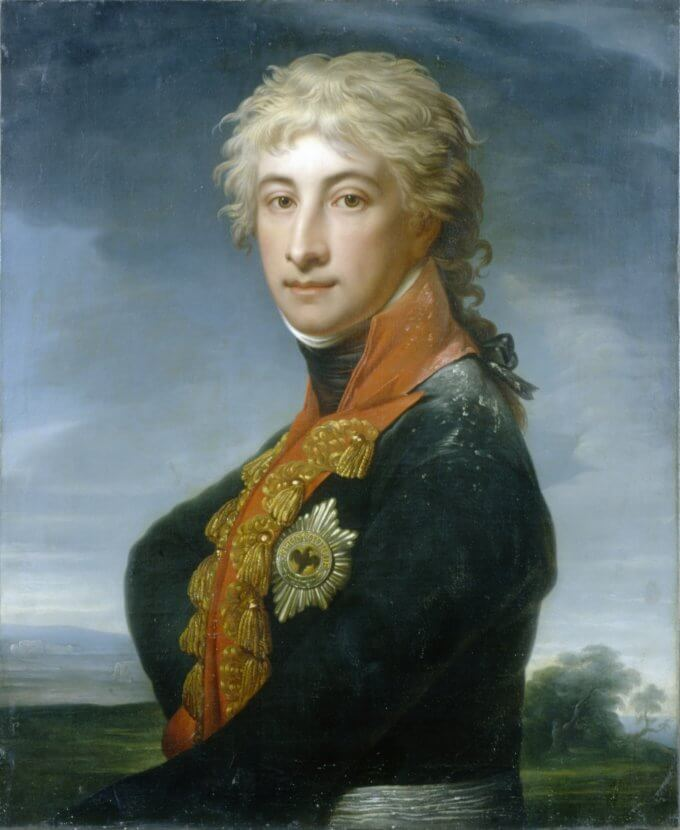
普鲁士的路易·斐迪南亲王

普军方面，路易·费迪南亲王指挥着霍恩洛厄-英格尔芬根亲王弗雷德里克·路德维希麾下的先锋部队。路易·费迪南亲王于10月9日，将指挥部搬到鲁多尔施塔特，下属小分队驻守在萨尔费尔德和巴特布兰肯堡。路易·费迪南亲王随后收到来自霍恩洛厄亲王的消息，普鲁士-萨克森联军需要跨过萨勒河以支援在施莱茨战役中被法军击溃的博吉斯拉夫·弗里德里希·伊曼纽尔·冯·陶恩齐恩的部队。与此同时布伦瑞克-沃尔芬比特尔公爵的主要军队将向鲁多尔施塔特推进。在10月9日的晚上，驻守在萨尔费尔德的分队向路易亲王汇报，称约有16,000至20,000人的法国军队已经离开科堡并向萨尔费尔德方向前进，普军前哨的30名骠骑兵和一个猎兵连在短暂与法军交火后向后方撤退。得知霍恩洛厄亲王领导的军队主力将于10月10日越过萨勒河后，路易·费迪南亲王决定他的部队需要阻止法军在萨尔费尔德越过萨勒河并干扰霍恩洛厄亲王的行动或者从萨勒河的西侧移动到鲁多尔施塔特（如果这样法军就会在布伦瑞克公爵之前到达那里）。10月9日，奥古斯特·冯·格奈森瑙指挥的一个燧发枪连被派往前线支援那里的部队，在确认法军正在向萨尔费尔德推进并且实力强大后，普鲁士军队撤退到萨尔费尔德郊外。 
10月10日早上7点，路易·费迪南亲王开始在萨尔费尔德集结他的部队，到早上9点，他已经安排好部队的战斗序列。普鲁士-萨克森联军排成一排，从萨尔费尔德一直覆盖到萨勒山谷上方的山丘，亲王将卡尔·格哈德·冯·佩莱少将的部队留在布兰肯堡。

## 战斗

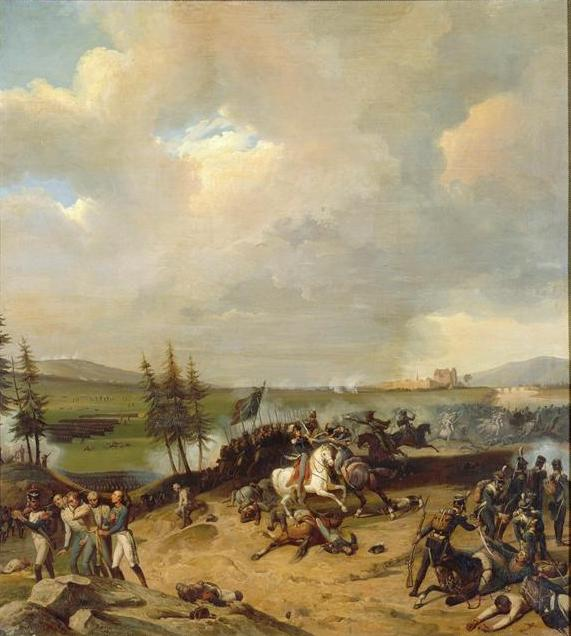
萨尔费尔德战役

大约上午9点45分，法军第5军由军团精锐步兵连，第17轻装步兵团，和两门大炮组成的先锋部队开始进攻萨尔费尔德，并占领了能够俯瞰小镇的高地。法国轻骑兵旅和先锋军随后与普鲁士-萨克森联军交战。当普鲁士-萨克森联军与法军作战时，让·拉纳元帅注意到联军的右翼完全暴露在外。当法军骑兵和先锋队在与普鲁士人交战时，拉纳命令路易·加布里埃尔·絮歇的部队向北进军，穿过树林，包抄普鲁士-萨克森联军的防线。为了掩护絮歇的部队，第17轻装步兵团化整为零对联军的整个防线开展干扰性进攻。
路易亲王此时意识到法军的规模比此前估计的要大。11时，萨克森中尉海因里希·奥古斯特·冯·埃吉迪（Heinrich August von Egidy）带来了霍恩洛厄亲王的口头命令，让路易亲王留在鲁多尔施塔特，放弃萨勒河的防线。于是，路易亲王决定撤出战斗并撤退到鲁多尔施塔特。此时，法军第17轻装步兵团与第34线列步兵团击退了萨克森部队，后者随后陷入混乱。路易亲王集结了被打散的部队，自认为自己所在的地方是安全的，路易亲王下达了进一步的撤离命令。法国人此时已经攻入萨尔费尔德并将普鲁士军队推回 路易亲王的部队集结中心。
下午1点左右，让·拉纳元帅发出进攻信号。第34、40和64线列步兵团向萨克森军队的阵地前进，而法军骑兵在第88线列步兵团的支援下，在克罗斯滕和萨尔费尔德之间前进。路易亲王此时发现了法军骑兵暴露的侧翼，于是让普鲁士和萨克森骑兵与法军骑兵交战。然而，法军骑兵的二线部队随后包围了路易亲王寡不敌众的骑兵部队。普鲁士和萨克森骑兵逐渐开始溃散，许多试图逃离的骑兵被法国骠骑兵砍杀，有些则在试图越过萨勒河逃跑时淹死。路易亲王试图进行突围，在此期间他遭到来自法军第10轻骑兵团士兵的袭击，路易亲王在负伤后拒绝向法军投降而被杀。
与此同时，在普鲁士-萨克森部队的右翼，指挥官贝维拉夸将军在试图增援失败后下令撤退到施瓦扎，但他的部队被法军轻骑兵追捕并被击溃。随着麾下部队被击垮，贝维拉夸将军也被法军俘虏。
卡尔·格哈德·冯·佩莱少将的部队在萨尔费尔德附近与法军交战。佩莱的部队基本上没有损失，但由于其他部队都已被击溃，最终也只能撤离战场。法军骑兵将普鲁士和萨克森部队的残部一路追到鲁多尔施塔特，但法国步兵在施瓦扎停了下来。一些逃到萨勒河东侧的普鲁士和萨克森军队也向鲁多尔施塔特撤退。

## 战斗结果
在萨尔费尔德战役后，路易亲王的部队几乎完全被法军消灭。只剩下一个小分队仍保有战斗力，普军的残部在漫长的逃亡后重新与霍恩洛厄亲王的大部队汇合。
尽管在施莱茨战役和萨尔费尔德战役中接连取得胜利，拿破仑仍然没有完全清楚普鲁士军队的部署。接下来，在四天的行军后，法军在萨勒河以西的高原上与普鲁士-萨克森联军在耶拿和奥尔施泰特交战。

## 脚注
1. 1 2 3 4 5  Bodart 1908，第371頁.
2. 1 2 3 4 5 6  Smith 1998，第223頁.
3. 1 2  Clodfelter 2017，第85頁.
4. 1 2 3  Bressonnet 1909，第48頁.
5. ↑  Chandler 1993，第40-41頁.
6. ↑  Petre 1907，第86頁.
7. ↑  Bressonnet 1909，第7-8頁.
8. ↑  Bressonnet 1909，第10,16頁.
9. ↑  Petre 1907，第100-101頁.
10. ↑  Bressonnet 1909，第16-17頁.
11. ↑  Petre 1907，第92-93,98頁.
12. ↑  Bressonnet 1909，第22-24頁.
13. ↑  Bressonnet 1909，第26頁.
14. ↑  Bressonnet 1909，第30頁.
15. ↑  Bressonnet 1909，第32頁.
16. ↑  Bressonnet 1909，第33-35頁.
17. ↑  Bressonnet 1909，第38頁.
18. ↑  Bressonnet 1909，第40-42頁.
19. ↑  Bressonnet 1909，第43-44頁.
20. ↑  Bressonnet 1909，第45-48頁.

## 延伸阅读
- Bichler, Karl-Horst. . Reinbek: Einhorn-Presse-Verlag. 1998. ISBN 9783887567835 （德语）.
- Höpfner, Friedrich Eduard Alexander von.  1. Berlin: Simon Schropp & Comp. 1855: 265–284. OCLC 10489667 （德语）.
- Hourtoulle, François Guy. . Paris: Histoire & Collections. 2005. ISBN 9782915239768.